# Corbillos de la Sobarriba
Corbillos de la Sobarriba (antiguamente Corvillos) es una localidad española, perteneciente al municipio de Valdefresno, en la provincia de León y la comarca de La Sobarriba, en la Comunidad Autónoma de Castilla y León.
Situado en la confluencia del Arroyo de la Hullera y el Arroyo de la Pega, que vierten sus aguas al Río Porma.
Los terrenos de Corbillos de la Sobarriba limitan con los de Golpejar de la Sobarriba al norte, Valdefresno al noreste, Villaseca de la Sobarriba y Paradilla de la Sobarriba al este, Sanfelismo y Arcahueja al sureste, Valdelafuente al sur y León al oeste.
Perteneció a la antigua Hermandad de La Sobarriba.